# Guy Edwards
Guy Richard Goronwy Edwards (ur. 30 grudnia 1942 w Macclesfield) – brytyjski kierowca wyścigowy Formuły 1, ojciec Seana Edwardsa.
W 1976 podczas wyścigu o Grand Prix Niemiec rozgrywanym na torze Nürburgring zatrzymał się, aby ratować Nikiego Laudę z pożaru samochodu po jego wypadku. Za ten czyn został odznaczony Medalem Królowej za Odwagę.
W październiku 2018 media błędnie podały informacje o jego śmierci.